# Damarchus bifidus
Espèce
Synonymes
- Atmetochilus bifidus (Gravely, 1935)

Damarchus bifidus est une espèce d'araignées mygalomorphes de la famille des Bemmeridae.

## Distribution
Cette espèce est endémique du Bengale-Occidental en Inde,. Elle se rencontre dans le district de Darjeeling.

## Systématique et taxinomie
Cette espèce a été décrite par Gravely en 1935. Elle est placée dans le genre Atmetochilus par Zonstein et Marusik en 2014 puis replacée  dans le genre Damarchus par Kunsete, Sivayyapram, Traiyasut, Thanoosing, Khamwan et Warrit en 2020.

## Publication originale
- Gravely, 1935 : « Notes on Indian mygalomorph spiders. II. » Records of the Indian Museum, Calcutta, vol. 37, p. 69-84 (texte intégral).